# Mastigias albipunctata
Mastigias albipunctata is een schijfkwal uit de familie Mastigiidae. De kwal komt uit het geslacht Mastigias. Mastigias albipunctata werd in 1920 voor het eerst wetenschappelijk beschreven door Stiasny. 